# Командование специальных операций ВМС США
Командование специальных операций ВМС США/Управление войск СпН ВМС США является высшим командным органом войск СпН ВМС в составе главного управления (ГУ) войск специального назначения (СпН) МО США, осуществляющим оперативное планирование и управление боевым применением частей и подразделений СпН в составе ВМС.
УСпН ВМС США сформировано в составе ГУСпН МО США 16 апреля 1987 г.
Главные органы управления и подчиненные части войск СпН ВМС расквартированы на территории гарнизона десантных сил ВМС на Тихоокеанском побережье в/ч «Коронадо» (г. Сан-Диего, ш. Калифорния). С военнослужащими подчиненных частей СпН общая численность личного состава УСпН ВМС достигает 8900 военнослужащих и гражданского персонала МО США.

### История создания УСпН ВМС
Независимое управление сил СпН (Naval Special Warfare Command), объединившее руководство всеми силами специального назначения (Special Operation Forces) ВМС США, ранее входившие в состав Атлантического и Тихоокеанского флотов было создано в составе ГУ ВМС США в 1987 г. История формирования первых морских подразделений спецназа нисходит к временам Второй мировой войны (1943). В дальнейшем эти подразделения последовательно и неоднократно реорганизовывались, переоснащались и переформировывались, всякий раз в соответствии с основными вехами и этапами боевого применения военно-морских сил США (войны в Корее и Вьетнаме, карибский кризис и т. д.).
УСпН ВМС было сформировано и развернуто в 1987 г. на территории в/ч ВМС "Коронадо" (г. Сан-Диего, ш. Калифорния). Управлению были подчинены развернутые ранее две отдельные части СпН  Атлантического и Тихоокеанского флотов ВМС США (1-й и 2-й полки СпН ВМС со штабами дислоцированными на территории в/ч ВМС "Коронадо" и в/ч ВМС "Литл-Крик"). Известно, что до 2000-х гг. организационно-штатная структура полка отдельного полка СпН ВМС включала в себя: три разведывательно-диверсионных батальона (отряда) СпН ВМС (соответственно, 1-й, 3-й, 5-й составе 1-го и 2, 4, 8-й в составе 2-го полка СпН ВМС), флотилию легких катеров СпН (1-я и 2-я), отряд подводных спецсредств доставки (1-й и 2-й) 1 авиационную эскадрилью (АЭ) вертолетов СпН (5-я и 4-я).
ОШС перечисленных подразделений в случае необходимости предусматривала развертывание шести передовых отдельных отрядов СпН ВМС при каждом из оперативных флотов (ОФ) ВМС США (1-го оо СпН на о. Гуам (в/ч "Апра"), 2-го оо СпН в Германии (г. Штутгарт), 3-го оо СпН в Бахрейне (в/ч ВМС "Манама"), 4-го оо СпН в Пуэрто-Рико (в/ч ВМС "Рузвельт-Роде"), 8-го оо СпН в Панаме (в/ч ВМС ВМС "Панама-Канал") и 10-го оо СпН в Испании (в/ч ВМС "Рота"). Кроме линейных частей СпН ВМС УСпН ВМС также подчинялись: учебный центр (УЦ) СпН ВМС (в/ч ВМС "Коронадо"), группа исследований и НИОКР вооружений СпН, (в/ч "Литл-Крик"), а также отдельный 6-й отдельный отряд СпН ВМС (SEAL Team 6), дислоцированный на территории военного аэродрома ВМС в/ч "Дэм-Нек" (ш. Вирджиния). Основной задачей 6-го оо СпН ВМС является борьба с терроризмом на море.  Общая численность личного состава войск УСпН ВМС поддерживается на уровне 5,7 тыс. человек, включая 1500 военнослужащих запаса, предназначенного для развертывания на мобилизационной основе дополнительно шести отрядов СпН и шести флотилий катеров СпН, а также для пополнения личного состава линейных частей в случае потерь.
Очередной этап структурных преобразований УСпН ВМС пришелся на период после теракта сентября 2001 г. и объявления Соединенными Штатами глобальной войны международному терроризму. В открытых вооруженных конфликтах, а также при планировании и проведении антитеррористических операций по всему миру главенствующая роль стала отводиться силам СпН всех видов Вооруженных сил США. Были значительно усилены компоненты сил СпН всех видов вооруженных сил, подчиненных главному управлениюб войск СпН МО США (SOCOM).
Общая численность личного состава войск СпН ВС США к началу 2006 г. достигла 34 тыс. военнослужащих в линейных частях и 15 тыс. военнослужащих запаса (резервистов). В 2006 г. практически завершилось развертывание органов управления СпН КМП США численностью до 2 500 человек, которое также подчинено ГУ СпН МО США.

## Современная организационная структура УСпН ВМС США.

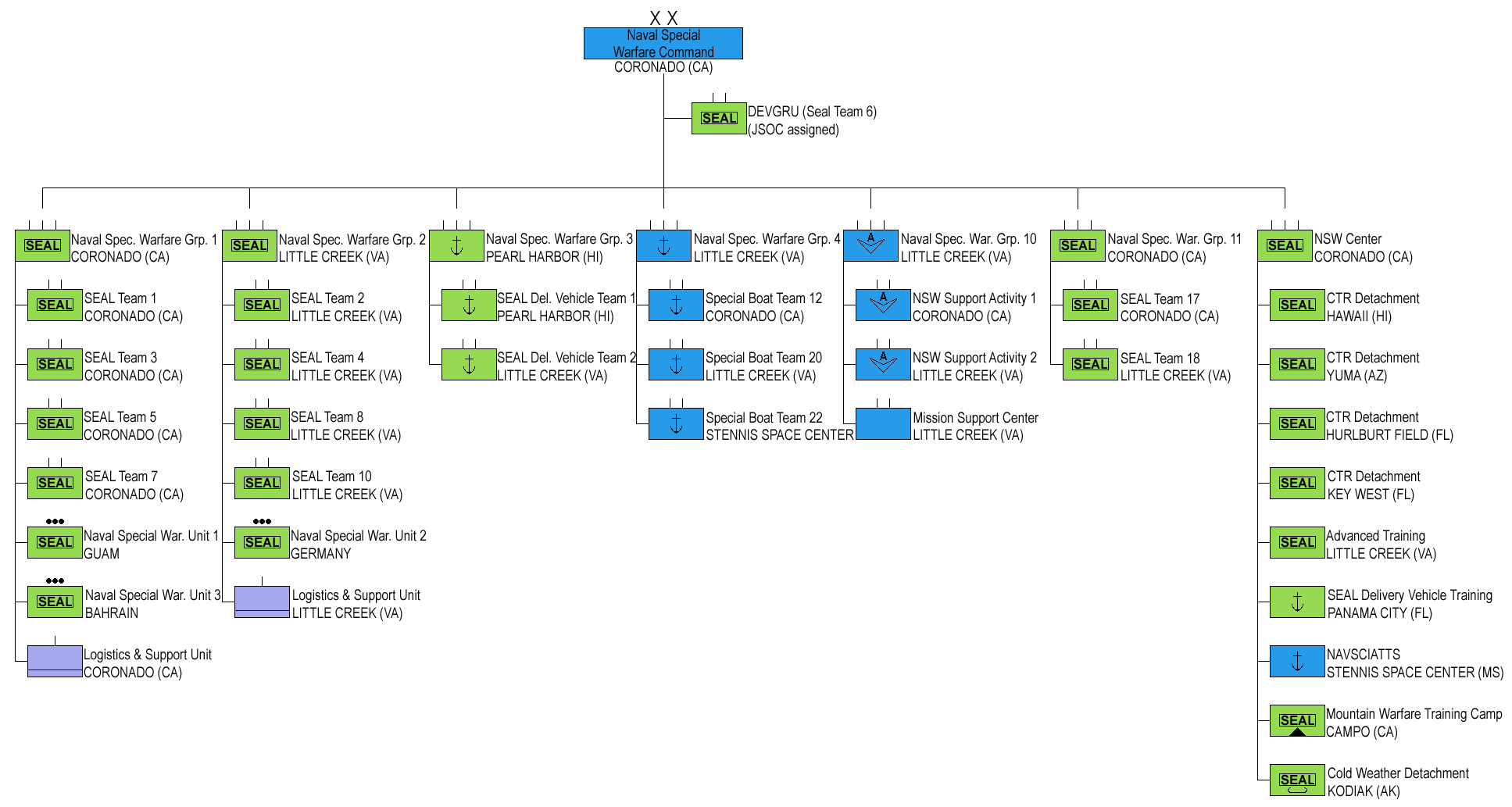
Организационно-штатная структура УСпН ВМС США (2009 г.)

В качестве морского (наиболее универсального по возможностям боевого применения) компонента ГУ СпН МО США УСпН ВМС США обеспечивает централизованное управление и руководство боевым применением частей СпН ВМС, организацию боевой подготовки и полномасштабного тылового обеспечения всех сил СпН ВМС США. Части и подразделения, подчиненные УСпН ВМС, поддерживаются в состоянии постоянной готовности к немедленному развертыванию в составе оперативных флотов (ОФ) ОФ ВС США на региональных мировых ТВД. Начальник УСпН ВМС США (штатная категория контр-адмирал) с подчиненным ему административно-штабным аппаратом, дислоцированным на территории в/ч ВМС "Коронадо" (ш. Калифорния) непосредственно занимается планированием, подготовкой и проведением разведывательно-диверсионных операций скрытного характера на территории, в прибрежных и внутренних водах, а также в прибрежной зоне враждебных по отношению к Соединенным Штатам стран, государств и территорий как в мирное, так и в военное время.

### Линейные части СпН ВМС
2 полка СпН, 2 полка десантных средств (подводных носителей и легких катеров), полк резерва, полк МТО.
| Наименование части СпН ВМС                                                              | Эмблема                                          | Гарнизон                                            | ТВД ответственности                                                     | Состав                                           | Примечания                                                                                          |
| Тихоокеанский флот ВМС США                                                              | Тихоокеанский флот ВМС США                       | Тихоокеанский флот ВМС США                          | Тихоокеанский флот ВМС США                                              | Тихоокеанский флот ВМС США                       | Тихоокеанский флот ВМС США                                                                          |
| 1-й полк СпН ВМС (Naval Special Warfare Group 1)                                        | 1-й полк СпН ВМС (Naval Special Warfare Group 1) | 1-й полк СпН ВМС (Naval Special Warfare Group 1)    | 1-й полк СпН ВМС (Naval Special Warfare Group 1)                        | 1-й полк СпН ВМС (Naval Special Warfare Group 1) | 1-й полк СпН ВМС (Naval Special Warfare Group 1)                                                    |
| --------------------------------------------------------------------------------------- | ------------------------------------------------ | --------------------------------------------------- | ----------------------------------------------------------------------- | ------------------------------------------------ | --------------------------------------------------------------------------------------------------- |
| 1-й отряд СпН ВМС SEAL Team 1                                                           |                                                  | (в/ч «Коронадо», (г. Сан-Диего, ш. Калифорния)      | Юго-Восточная Азия                                                      | 8 РДГ СпН ВМС                                    | Формирует 1 -й и 3-й сводные отряды СпН ВМС и РДГ на кораблях 3, 5, и 7-го ОФ                       |
| 3-й отряд СпН ВМС SEAL Team 3                                                           |                                                  | там же                                              | Юго-Западная Азия                                                       | 8 РДГ СпН ВМС                                    | то же                                                                                               |
| 5-й отряд СпН ВМС SEAL Team 5                                                           |                                                  | там же                                              | Северная часть Тихого океана                                            | 8 РДГ СпН ВМС                                    | то же                                                                                               |
| 7-й отряд СпН ВМС SEAL Team 7                                                           |                                                  | там же                                              | Ближневосточный ТВД                                                     | 8 РДГ СпН ВМС                                    | то же                                                                                               |
| 3-й полк спецсредств доставки СпН ВМС Naval Special Warfare Group 3                     |                                                  |                                                     |                                                                         |                                                  | |
| 1-й дивизион подводных носителей СпН ВМС SDVT-1                                         |                                                  | (в/ч «Перл-Харбор», (г. Перл-Харбор, ш. Гавайи)     | Тихоокеанский ТВД                                                       |                                                  | Обеспечивает доставку подразделений СпН 1-го полка СпН ВМС и 1-го и 3-го сводных батальонов СпН ВМС |
| 4-й десантный полк высадки СпН ВМС (Naval Special Warfare Group 4)                      |                                                  |                                                     |                                                                         |                                                  | |
| 12-я флотилия катеров СпН ВМС (SBT-20)                                                  |                                                  | (в/ч «Коронадо», (г. Сан-Диего, ш. Калифорния)      |                                                                         |                                                  | |
| 5-й полк оперативного резерва СпН ВМС (Naval Special Warfare Group 5)                   |                                                  |                                                     |                                                                         |                                                  | |
| 5-й полк запаса СпН ВМС (Naval Special Warfare Group 5)                                 |                                                  | (в/ч «Коронадо», (г. Сан-Диего, ш. Калифорния)      |                                                                         | 17-й, 18-й отряды резерва СпН ВМС                | |
| Главное командование ВМС/Атлантический флот                                             |                                                  |                                                     |                                                                         |                                                  | |
| 2-й полк СпН ВМС (Naval Special Warfare Group 2)                                        |                                                  |                                                     |                                                                         |                                                  | |
| 2-й отряд СпН ВМС SEAL Team 2                                                           |                                                  | в/ч «Литл-Крик"» (Верджиния-Бич, ш. Вирджиния)      | Европейский ТВД                                                         | 8 РДГ СпН ВМС                                    | Формирует 2-й оперативный отряд СпН ВМС (г. Штутгарт, ФРГ) и РДГ на кораблях 2-го и 6-го флотов     |
| 4-й отряд СпН ВМС SEAL Team 4                                                           |                                                  | там же                                              | Южноамериканский ТВД                                                    | 8 РДГ СпН ВМС                                    | то же                                                                                               |
| 8-й отряд СпН ВМС SEAL Team 8                                                           |                                                  | там же                                              | Африканский ТВД, Карибский бассейн                                      | 8 РДГ СпН ВМС                                    | то же                                                                                               |
| 10-й отряд СпН ВМС SEAL Team 10                                                         |                                                  | там же                                              | Ближневосточный ТВД                                                     | 8 РДГ СпН ВМС                                    | Формирует 2-й оперативный отряд СпН ВМС (г. Штутгарт, ФРГ) и РДГ на кораблях 2-го и 6-го флотов     |
| 3-й полк спецсредств доставки СпН ВМС Naval Special Warfare Group 3                     |                                                  |                                                     |                                                                         |                                                  | |
| 2-й дивизион подводных носителей СпН ВМС SDVT-2                                         |                                                  | в/ч «Литл-Крик"» (Верджиния-Бич, ш. Вирджиния)      | Атлантический ТВД                                                       |                                                  | Обеспечивает доставку подразделений 2-го полка СпН ВМС и 2-го оперативного отряда СпН ВМС (ФРГ)     |
| 4-й десантный полк высадки СпН ВМС (Naval Special Warfare Group 4)                      |                                                  |                                                     |                                                                         |                                                  | |
| 4-й десантный полк высадки СпН ВМС (Naval Special Warfare Group 4)                      |                                                  | в/ч «Литл-Крик"» (г. Норфолк, ш. Вирджиния)         | 12-я, 20-я и 22-я флотилии легких катеров СпН и плавающих машин десанта |                                                  | |
| 20-я флотилия катеров СпН ВМС (SBT-20)                                                  |                                                  | там же                                              | Атлантический ТВД                                                       |                                                  | |
| 22-я флотилия катеров СпН ВМС (SBT-22)                                                  |                                                  | там же                                              | Южноамериканский ТВД                                                    |                                                  | |
| 5-й полк запаса СпН ВМС (Naval Special Warfare Group 5)                                 |                                                  |                                                     |                                                                         |                                                  | |
| 10-й полк МТО СпН ВМС (Naval Special Warfare Group 10) (Naval Special Warfare Group 4)  |                                                  |                                                     |                                                                         |                                                  | |
| 10-й полк МТО СпН ВМС (Naval Special Warfare Group 10)                                  |                                                  | в/ч «Литл-Крик» (г. Норфолк, ш. Вирджиния)          |                                                                         |                                                  | 1-й, 2-й отряды МТО Центр матобеспечения СпН ВМС                                                    |
| Военно-исследовательский полк СпН ВМС (Naval Special Warfare Development Group (DEVGRU) |                                                  |                                                     |                                                                         |                                                  | |
| Военно-исследовательский полк СпН ВМС (Naval Special Warfare Development Group (DEVGRU) |                                                  | УЦ ВМС в/ч «Дэм-Нек"» (Верджиния-Бич, ш. Вирджиния) |                                                                         |                                                  | 6 отдельных разведывательных рот (орр) СпН ВМС                                                      |

- Учебными заведениями для военнослужащих СпН ВМС являются:
  - Школа специалистов СпН ВМС
  - Курсы усовершенствования личного состава СпН ВМС
  - Адъюнктура НИИ ВМС

### Меры по реорганизации ОШС частей СпН ВМС США.
Преобразования ОШС войск СпН ВМС США, начатые в конце 2001 г., направленные на максимальное единоначалие в управлении, повышение боеспособности и мобильности частей и подразделений СпН ВМС, выразились к настоящему времени в виде поправок к концепции их боевого применения (с упором на контртеррористические действия), а также в ряде существенных организационных изменений в структуре УСпН ВМС. Прежде всего, было развернуто дополнительное количество линейных частей (полков) СпН ВМС (NSWG - Naval Special Warfare Group), и общее количество полков СпН ВМС увеличилось до четырех. Штатная категория командира полка СпН ВМС - (капитан 1-го ранга, Captain US Navy). Дополнительно к развертыванию новых частей в состав 1-го и 2-го полков СпН ВМС (NSWG-1 и -2) были приданы подразделения усиления: один отряд СпН ВМС (SEAL Team-7 и -10), один отряд МТО СпН ВМС и один учебный батальон СПН ВМС. В административном подчинении командиров 1-го и 2-го полков СпН ВМС (в/ч ВМС "Коронадо" и в/ч ВМС "Литл-Крик") остались штабные элементы трех передовых отрядов СпН ВМС (1-й, 2-й и 3-й отряды СпН). Руководством УСпН ВМС было принято решение об отказе от планового развертывания 4-го, 8-го и 10-го передовых отрядов СпН ВМС.
При отделах связи штабов 1-го и 2-го полка СпН ВМС, отвечающих за организацию оперативного управления силами, формируются мобильные группы связи (Mobile Communications Teams), обеспечивающие части и подразделения СпН ВМС необходимыми средствами связи и морской навигации. В ОШС 2-го полка СпН ВМС дополнительно имеется узел полковой радиосвязи (RM Poole). Сформированные 3-й и 4-й полки средств доставки СпН ВМС (NSWG-3 и -4) объединили в своем составе 1-й и 2-й отряды подводных спецсредств доставки (SDVT-1 и -2, в/ч ВМС "Пёрл-Харбор" и в/ч ВМС "Литл-Крик"), а также 12-ю, 20-ю и 22-ю флотилии легких катеров СпН (SBT-12, -20, -22), в/ч ВМС "Коронадо", в/ч ВМС "Литл-Крик", в/ч ВМС "Бэй-Сент-Луис" (штат Миссисипи)). Однородный состав новых полков средств доставки СпН способствует, по мнению командования, повышению эффективности и централизации управления транспортировочными средствами и катерами СпН. Сохранение же прежнего рассредоточенного базирования подразделений из их состава способствует поддержанию тесного взаимодействия с разведывательно-диверсионными подразделениями Атлантического и Тихоокеанского побережья США, которых они обеспечивают как на этапах боевой подготовки, так и при оперативном развертывании.
На базе выведенного из линейного состава СпН ВМС 6-го отдельного отряда СпН (в/ч ВМС "Дэм-Нек", штат Вирджиния) сформирован отдельный военно-исследовательский полк СпН ВМС (NSWDG -Naval Special Warfare Development Group), также называемый оперативным полком СпН ВМС. Отдельный полк СпН ВМС занимается разработкой приемов и способов специальных действий на море, с упором на контрпиратские и антитеррористические операции, а также как преемник т.н. Группы исследований и разработок ВМС (дислоцировавшейся ранее на территории в/ч "Литл-Крик") проводит испытания новых образцов оружия, снаряжения и технических средств для СпН ВМС.

### Учебные части и школы специалистов СпН ВМС США.

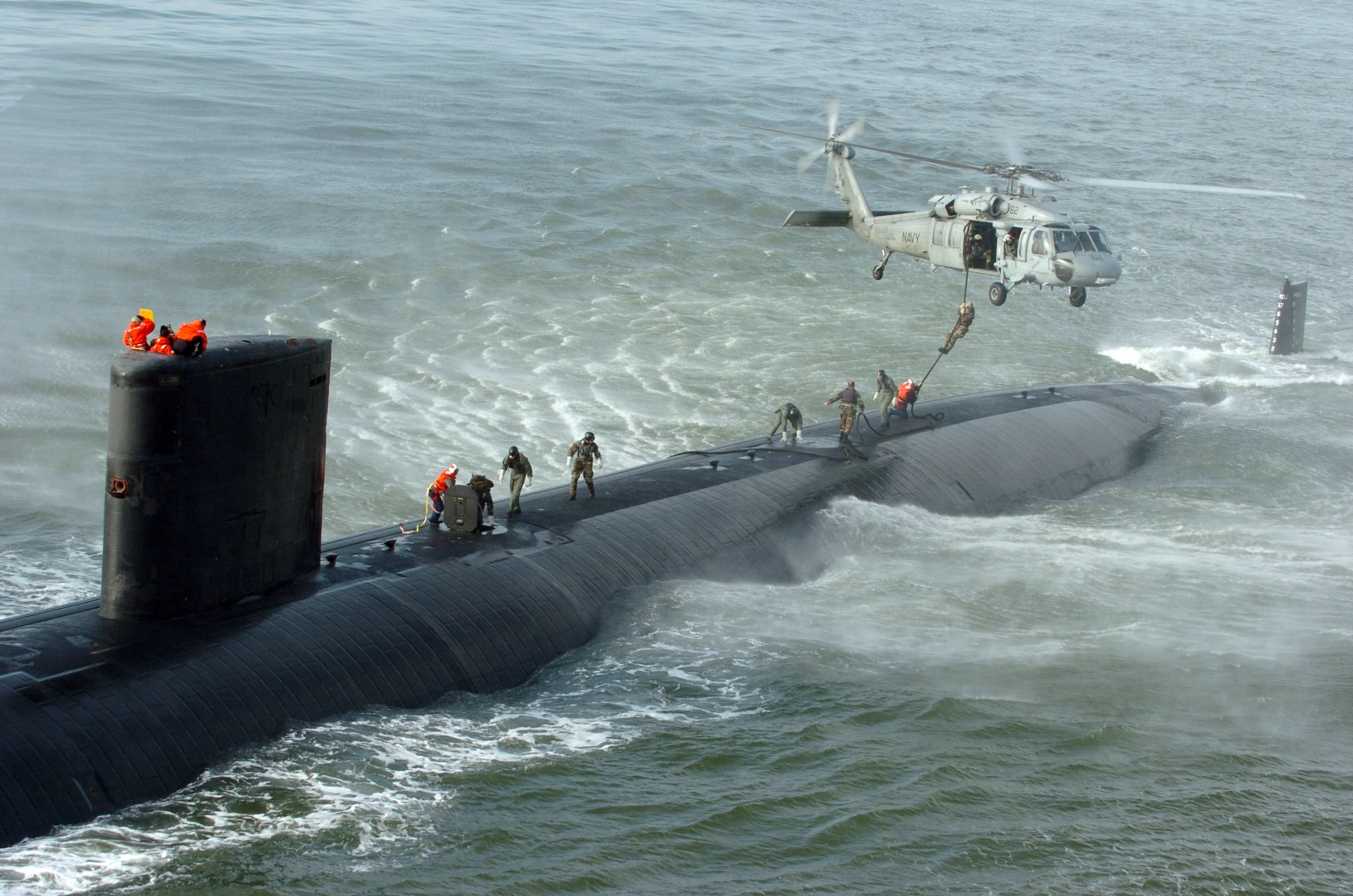
Высадка бойцов 1-го отряда спецсредств доставки СпН ВМС США на палубу АПЛ № 769 «Толедо» (типа «Лос-Анджелес») (2005 г.)

УЦ СпН ВМС (NSW Center) на территории в/ч "Коронадо" объединяет в настоящее время все школы и учебные подразделения, служащие для подготовки личного состава и младших специалистов СпН ВМС по всем специальностям. Начальная подготовка курсантов СпН ВМС проводится в течение полугодичного курса в школе водолазов-разведчиков (BUD/S - Basic Underwater Demolition /SEAL school).
После полугодового курса водолазной подготовки все курсанты проходят трехнедельные курсы парашютно-десантной школы СпН ВМС (Navy Parachute Team). Практические прыжки с разных высот отрабатываются далее в УЦ воздушных операций СпН (SAO - Special Air Operations school), расквартированной на военном аэродроме ВМС в районе г. Сан-Диего. До формирования в 2003 г. учебных парашютно-десантных частей СпН ВМС парашютная подготовка разведчиков-диверсантов и экипажей катеров СпН проводилась в УЦ воздушно-десантных сил СВ США (в/ч СВ "Форт Беннинг", ш. Джорджия).
Обучение в УЦ парашютно-десантной подготовки завершается двухмесячным отборным туром курсантов СпН ВМС по специализированной программе SQT (SEAL Qualification Training). После завершения годового курса полной подготовки младшие специалисты СпН ВМС проходят церемонию торжественного посвящения в разведчики-диверсанты ВМС и распределяются по линейным подразделениям СпН ВМС.
Не выполнившие программу квалификационных испытаний направляются в школу подготовки специалистов по техническому обслуживанию маломерных судов (легких катеров и спецсредств подводной доставки) - NavSCIaTTS (Naval Small Craft Instruction and Technical Training School)(в/ч ВМС "Форт-Стеннис", ш. Миссисипи).
В ходе прохождения службы матросы, старшины и офицерский состав всех специальностей два раза в год командируются на курсы усовершенствования личного состава (УСО)УЦ СпН ВМС ВМС (Naval Special Warfare Center Advanced Training School), а также проходят индивидуальную доподготовку по специальностям в отдельных учебных отрядах (в/ч ВМС "Литл-Крик", в/ч ВМС "Харибёрт" (ш. Гавайи), в/ч ВМС "Ки-Уэст" (ш. Флорида), в/ч ВМС "Юма" (ш.Аризона) и в/ч ВМС "Кодьяк" (ш.Аляска)).

### Части резерва СпН ВМС США.
Запас (части резерва) СпН ВМС США сведены в т.н. полк оперативного резерва СпН ВМС (Naval Special Warfare Operational Support Group), который включает в себя два отряда СпН ВМС (OST-1 и -2 в/ч ВМС "Коронадо" и в/ч ВМС "Литл-Крик") и выполняющие обеспечивающие функции в отношении регулярных подразделений ССО, а также 59 пунктов сбора резервистов, рассредоточенных по всей территории Соединенных Штатов. Транспортно-десантные части СпН ВМС представлен 4-й и 5-й авиационными эскадрильями (АЭ) СпН вертолетов резерва авиации ВМС (39 ед. НН-60Н «Сихок», каждая с задачей переброски РДГ СпН ВМС (восемь водолазов-разведчиков) на дальность до 200 миль). Данные АЭ СпН ВМС базируются на военных аэродромах ВМС в/ч "Норфолк" и в/ч "Пойнт-Мугу" (ш. Калифорния).

### Общая численность личного состава СпН ВМС США.
К началу 2007 г. в постоянном составе линейных частей СпН ВМС США числилось до 5400 чел. (2450 в подразделения СпН ВМС, 600 чел. в составе экипажей катерных флотилий СпН, остальные - технический персонал). Резерв СпН ВМС насчитывает до 1200 человек (325 чел. состоят в резерве линейных частей, 125 пополняют экипажи катеров, 775 - резервисты обеспечивающих и обслуживающих подразделений).

## Структура, состав и боевое применение подразделений и частей СпН ВМС США.

### Отдельный батальон (отряд) СпН ВМС США.
Первые отряды водолазов-подрывников (UDT) были сформированы в составе ВМС США 1962 г.
Отдельный отряд СпН ВМС (SEALT - Sea Air Land Team) остается основным подразделением войск СпН ВМС США (штатная категория командира отряда - капитан 1-го ранга, Captain US Navy) и предназначен для ведения специальных, в том числе разведывательно-диверсионных, антитеррористических, поисково-спасательных и других действий.
Согласно ОШС отряда оо СпН ВМС включает в себя:
- штаб батальона (отряда)
- восемь (в 4-м отряде десять) групп СпН ВМС
- взвод МТО СпН ВМС.

Группа СпН (РДГ) СпН ВМС (численностью до 18 человек, в том числе два офицера СпН ВМС) состоит из двух отделений водолазов-разведчиков (по восемь-девять человек). Один из командиров отделений исполняет обязанности командира группы СпН (штатная категория лейтенант ВМС). Взвод МТО СпН включает в себя 20 человек (не имеющих подготовки по программе боевых пловцов-водолазов). Общая численность отдельного отряда СпН ВМС достигает 300 человек л/с. С учетом оперативных ТВД развертывания 1-го и 2-го полков СпН ВМС каждому отдельному отряду СпН ВМС определен свой оперативный (см. табл. 1).

### Сводные формирования СпН ВМС США.
По боевому расписанию на базе отряда СпН ВМС возможно формирование сводного батальона СпН (TG - Task Group), именуемого также дивизионом СпН (NSW Squadron). В состав сводного батальона СпН ВМС входят три сводных роты СпН (TU - Task Unit) численностью по 40 чел. (штатная категория командира сводной роты СпН - капитан 3-го ранга, Lieutenant Commander US Navy). По штату сводная рота СпН включает в себя управление роты (командир группы, главстаршина группы и оперативный офицер, штат обслуживающего персонала из четырех человек) и два и две РДГ (два офицера, 14 водолазов-разведчиков, два водолаза-подрывника). В боевых условиях в зависимости от решения командира РДГ СпН ВМС может разделяться на четыре отделения СпН (Squad) (по восемь человек) или восемь боевых расчетов (по четыре человека) с отдельной разведывательной задачей.
Сводная рота СпН ВМС способна самостоятельно осуществлять разведывательно-диверсионные и террористические операции, ликвидацию (подрыв) объектов, сбор разведывательных данных, пропагандистские и психологические мероприятия, а также вести гидрографическую разведку и съемку в прибрежных районах и на реках в тылу противника. Дополнительными считаются задачи по оказанию помощи в обеспечении безопасности режимных объектов ВМС за рубежом, борьбе с наркобизнесом, освобождению пленных и ряд других. Водолазы-разведчики могут быть выведены в район боевой работы различными способами (самолетами ВТА ВМС, вертолетами, катерами СпН, подводными лодками, надводными кораблями и автотранспортом), а также десантироваться с воздуха.
Цикл боевой подготовки личного состава сводных рот СпН перед развертыванием составляет до 18 месяцев и подразделяется на три этапа. В течение первого (шестимесячного) этапа совершенствуются индивидуальные профессиональные навыки разведчиков-диверсантов. На втором этапе отрабатываются основные специальные задачи и действия в составе расчета СпН/группы СпН/роты СпН (тактика огневого боя, рукопашный бой, ведение боя в городе пехотным (стрелковым) подразделением, подводная подготовка, тактика СпН ВМС и ПДСС флотов других государств, воздушно-десантная и морская подготовка, практические стрельбы. Личный состав сводной роты СпН ВМС должен владеть всеми видами оружия, имеющимися на вооружении данного подразделения СпН и иметь навыки по следующим основным специальностям: снайпер, связист, санитар, механик, автоводитель/штурман, ведущий подводный пловец/навигатор, водолаз-подрывник, оператор подводных средств доставки, наводчик-оператор и др.
Последние шесть месяцев отводятся на слаживание рот в составе сводного батальона СпН (SIT - Squadron Integration Training), в процессе которой совершенствуется тактика действий всех РДГ в составе сводной роты СпН совместно с приданными подразделениями (экипажами катеров, водолазами-подрывниками, разведывательно-агентурными группами, группами связи и военными медиками СпН ВМС), а также взаимодействие управления роты с вышестоящими органами управления СпН (сводным батальоном СпН, штабными органами СпН ВМС на ТВД и т.п.). После подтверждения готовности сводных рот к развертыванию и выполнению поставленных задач сводный батальон (дивизион) СпН ВМС (SEAL Squadron) проходит окончательное доформирование, после чего развертывается в районе проведения операций период до одного года. В районе сводные роты СпН действует под командованием штаба сводного батальона СпН ВМС или отдела СпН оперативного управления (ОУ) ВМС на данном ТВД.

### Боевое применение подразделений СпН ВМС США.

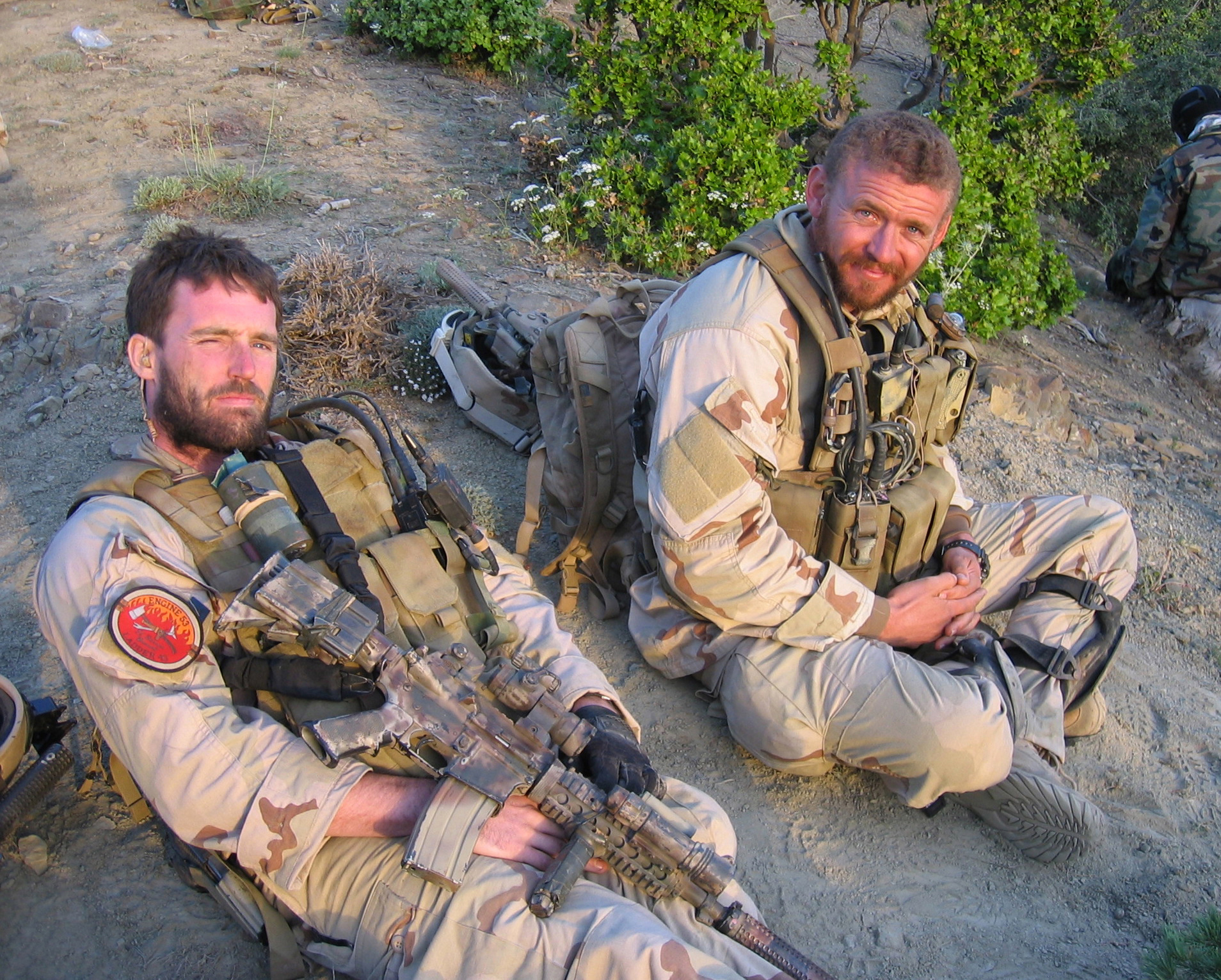
Бойцы 2-го отряда спецсредств доставки ВМС в боевой командировке в Республике Афганистан

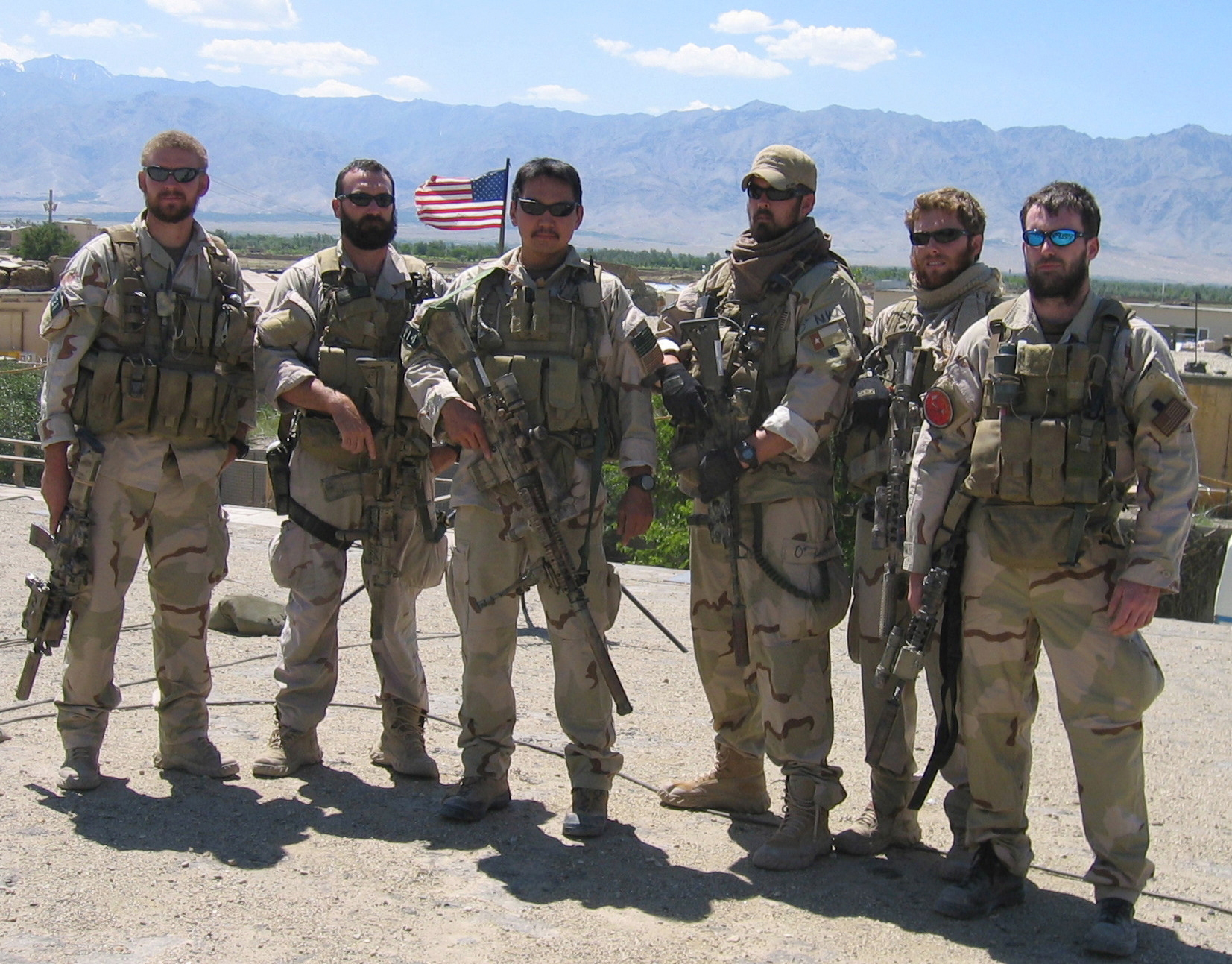
Бойцы 10-го полка СпН ВМС и 1-го отряда спецсредств доставки СпН ВМС в Республике Афганистан (войсковая операция "Ред Вингз", 2005 г.

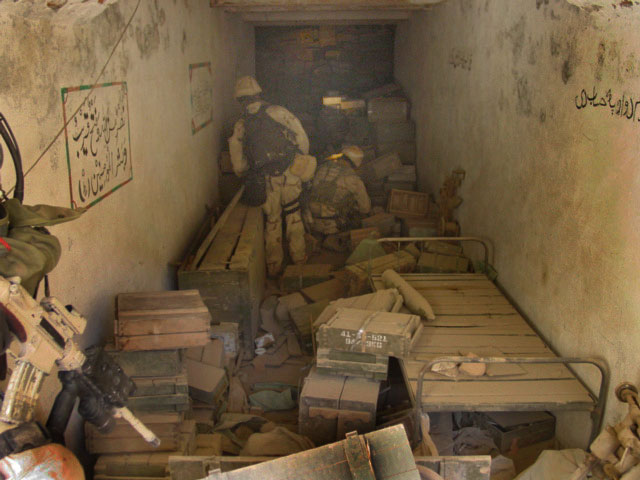
Досмотровая команда подразделений 2-го отряда СпН ВМС внутри горного укрепрайона «Джавара» (пров. Хост, Исламская Республика Афганистан)

За историю частей СпН ВМС (с 1962 г.) водолазы-разведчики ВМС США принимали активное участие в войне во Вьетнаме, в боевых действиях в Ливане (Бейрут), Гренаде, Могадишо, в военных операциях в Афганистане («Анаконда, 2002 г.), Ираке («Дезерт сторм», «Эндьюринг фридом», «Ираки фридом», «Арджент фьюри») и ряде других. Следует отметить, что 2-й полк СпН ВМС является единственной частью ВМС, подготовленной для действий в арктических условиях, а весь личный состав 4-го полка СпН ВМС имеет подготовку по разговорному испанскому языку.
Передовые отряды СпН ВМС (NSWU) на региональных мировых ТВД включают в себя группы СпН и экипажи средств доставки СпН, формируемые для на ротационной основе из состава отдельных отрядов СпН и отрядов средств доставки СпН соответствующих полков СпН ВМС. Каждому отряду дополнительно придается подразделение МТО (Combat Service Support Team). Передовые отряды СпН на региональных ТВД служат передовым эшелоном и основой для развертывания в угрожаемый период сводных СпН ВМС, формируемых по штатам военного времени, обеспечивают складирование специальной техники и снаряжения и поддержание их в готовности к применению, а также могут привлекаться к выполнению специальных задач в соответствующей зоне до прибытия основных сил. Отдельные подразделения СпН ВМС с необходимыми транспортировочными средствами также могут придаваться авианосным и десантным группировкам  ВМС с целями разведки корабельных группировок и береговых объектов в районе несения боевой службы. На период БС подразделения СпН ВМС подчиняются командиру экспедиционной части КМП США на борту корабля.
Передовые отряды ВМС на о. Гуам и в Бахрейне (1-й и 3-й оо СпН ВМС), на ротационной основе комплектуются подразделениями СпН ВМС (до двух РДГ СпН ВМС единовременно) из состава подразделений 1-го полка СпН ВМС, а 2-й оо СпН ВМС (г. Штутгарт, ФРГ) при оперативном управлении ВМС на Европейском ТВД - из состава подразделений 1-го полка СпН ВМС.

## Части и подразделения спецсредств доставки СпН ВМС США.

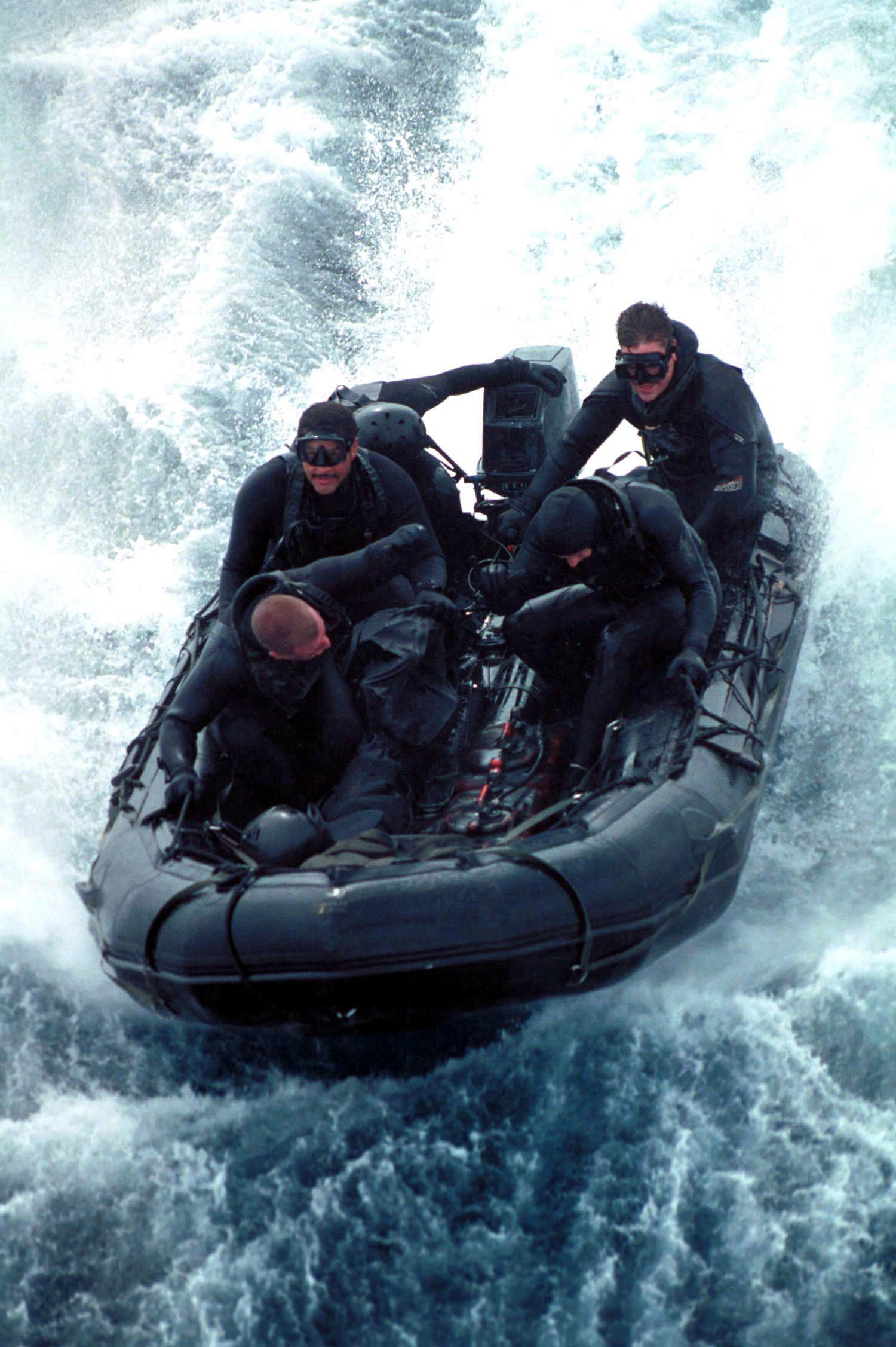
Учения резервистов 5-го полка СпН ВМС (2000 г.)

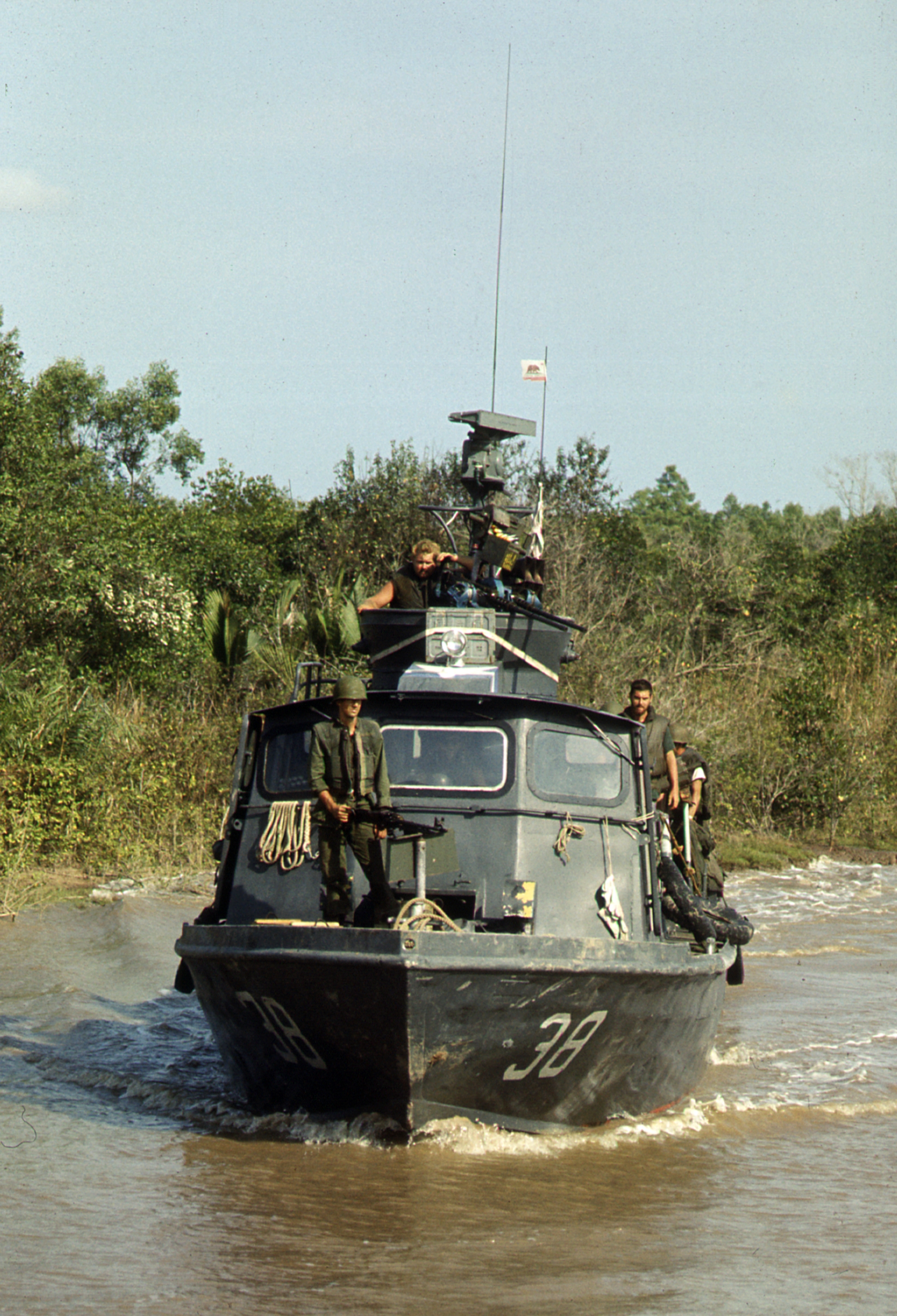
Патрульный катер СпН ВМС США войсковой операции ВМС "Маркет Тайм" (Республика Вьетнам, 1970 г.)

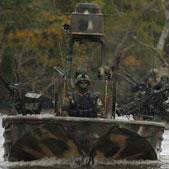
Учения экипажей легких катеров СпН ВМС на полигоне СпН ВМС в/ч "Крафт-Рирерин" (ш. Кентукки)

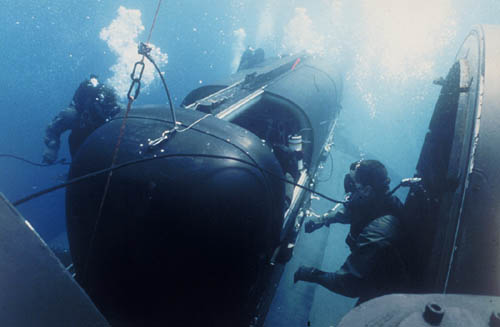
Экипаж подводного носителя СпН ВМС за подводным обслуживанием аппарата

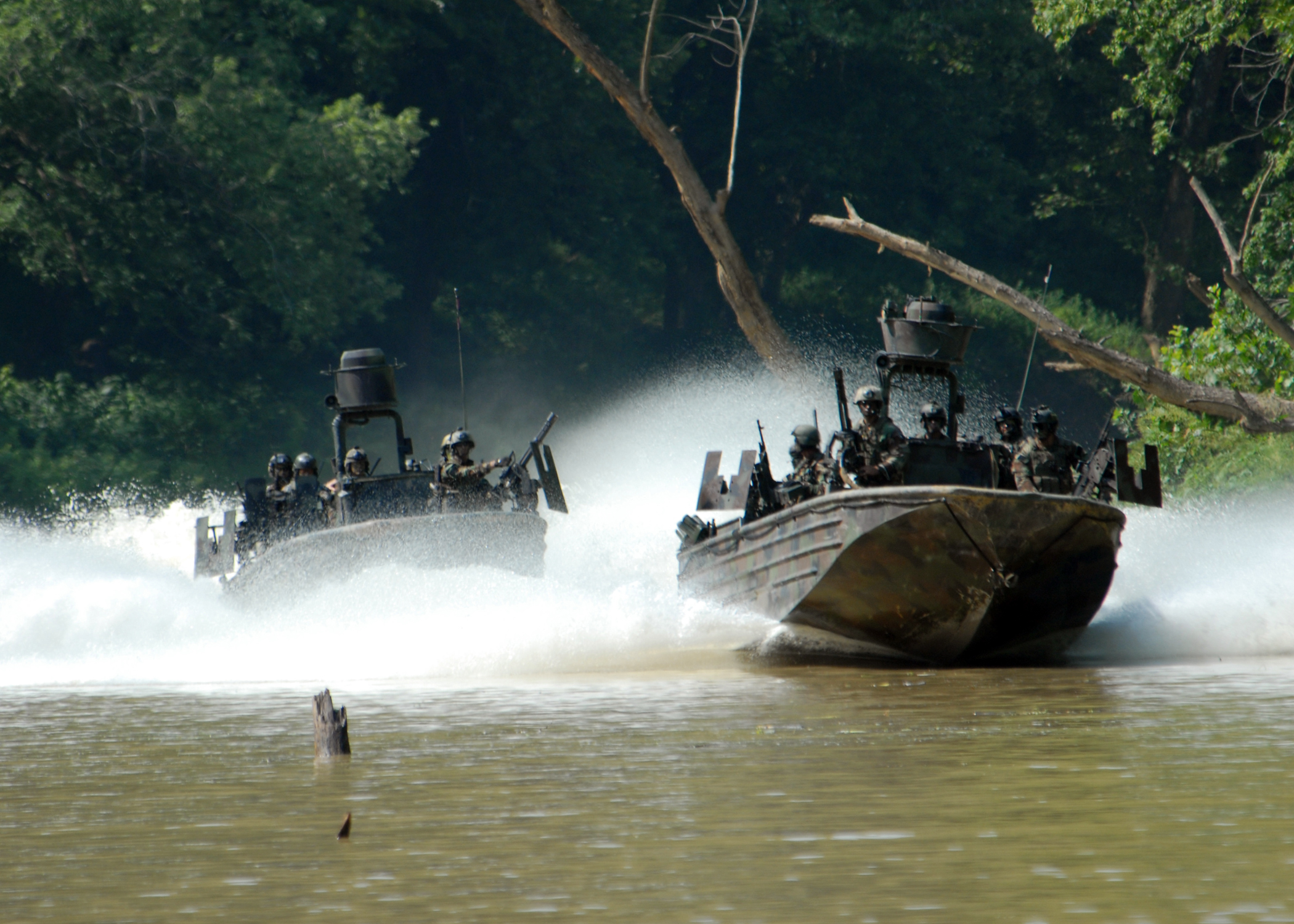
Учения экипажей 22-й флотилии легких катеров СпН ВМС (ш. Кентукки)

Спецсредства доставки и катера СпН направляются в их распоряжение из состава соответствующих отрядов и дивизионов 3-го и 4-го полков средств доставки СпН ВМС (см. табл. 1).

### Части и подразделения спецсредств доставки СпН ВМС США.
Отряды подводных носителей (SDVT - SEAL Delivery Vehicle Team) обеспечивают скрытную доставку РДГ СпН ВМС к месту проведения операций и эвакуацию после их выполнения. Типовой состав отряда спецсредств доставки включает пять взводов подводных носителей СпН и два взвода обслуживания доковых камер (на ПЛ, переоборудованных для принятия диверсантов). Взвод подводных носителей включаетв себя 8 операторов, четыре техника (два электрика и два механика) и два офицера. 1-й отряд средств доставки СпН включает в себя 140 чел. л/с (из них 20 офицеров). 1-й отряд средств доставки СпН в полном составе расквартирован на территории в ВМБ Пёрл-Харбор (Гавайи) и обеспечивает оперативные и передовые отряды 1-й группы ССО в Азиатско-Тихоокеанской операционной зоне. Во 2-м отряде, базирующемся на территории в/ч ВМС "Литл-Крик" и обеспечивающем операции РДГ в зоне Европы и Атлантики (см. табл. 1.).
На данный момент на вооружении отрядов спецсредств доставки СпН ВМС США состоят подводные носители специального назначения «сухого» типа, созданные по программе ASDS (Advanced SEAL Delivery System), к настоящему времени практически полностью заменившие в СпН ВМС носители «мокрого» типа (моделей Мк IX и Мк VIII). Всего на вооружении частей СпН ВМС США числится до 40 ед. подводных носителей (ТТХ в табл. 2). Водолазы-разведчики СпН могут быть доставлены в район боевого предназначения также в специальных доковых камерах (Dry Dock Shelters) или обитаемых контейнерах, которые устанавливаются на специально оборудованных для этих целей ПЛА СпН, на десантных кораблях ВМС или на самолетах ВТА ВМС. При доставке подводным способом водолазы-разведчики СпН ВМС США используют штатный подводный аппарат с замкнутой системой дыхания (Dragaer LAR V).

### Катерные флотилии СпН ВМС США.
Общая численность личного состава 4-го полка средств доставки СпН ВМС достигает 600 военнослужащих ВМС (включая экипажи катеров и обслуживающий персонал). Общее количество катеров и лодок достигает к настоящему времени порядка 240 ед.. В это число входят 20 ПКА типа «Пегас» (Мк V), построенных по заказу СпН ВМС в 1998-1999 гг., 70 полужестких надувных лодок типа RIB-36  (с 1998 г.), 20 речных катеров типа SOCR и 122 легких легких катера PCA. Кроме того, некоторое количество катеров CRRC может содержаться в составе резерва.
Флотилии легких катеров СпН (SBT - Special Boat Team) предназначены для доставки РДГ СПН в район проведения операций надводным способом и эвакуации их после выполнения задачи, а также для организации огневого прикрытия групп, действующих на берегу, патрулирования участков морского побережья и внутренних водных путей. В настоящее время в 4-й полк средств доставки СпН ВМС включает в себя три флотилии легких катеров СпН: 12-ю-, 20-ю и 22-ю (расквартированы на территории в/ч ВМС "Коронадо", в/ч ВМС "Литл-Крик и в/ч ВМС "Бэй-Сент-Луис (ш. Миссисипи)). Имевшиеся ранее в составе СпН ВМС 11-я и 26-я флотилии были расформированы в процессе реорганизации ОШС СпН ВМС.
Число подготовленных экипажей в 12-й катерной флотилии СпН обеспечивает одновременное развертывание до шести катерных взводов (три-четыре экипажа) на надувных моторных лодках типа RIB (Rigid Inflatable Boat) или до пяти взводов (по два экипажа) на патрульных катерах (типа Мк V «Пегас»). Экипажи катеров СпН привлекаются к патрулированию побережья в восточной части Тихого океана, используются с десантных кораблей 3-го и 7-го ОФ ВМС США, в составе 1-го отряда СпН, а также для боевой подготовки диверсантов-разведчиков в Тихоокеанской зоне и зоне ответственности ОШ ВС США на Тихоокеанском ТВД. 20-я флотилия СпН обеспечивает развертывание до 13 катерных взводов на надувных моторных лодках (по три-четыре экипажа) или до пяти взводов (по два экипажа) на патрульных катерах (типа Мк V «Пегас») Зоной ответственности дивизиона являются Европейский и Атлантический ТВД.
На данный момент с вооружения 20-й флотилии СпН СпН ВМС сняты (с 2001 г.) резиновые рейдовые катера типа CRRC (Combat Rubber Raiding Craft), надувные резиновые лодки (RHIB), легкие (PBL) и речные (PBR Мк 2) ПКА устаревших типов, а также бронекатера (МАТС) экстренного резерва (см. табл. 2.). Речные катерные взводы СпН ВМС предназначены для действий на внутренних водных коммуникациях (реках) в зонах ответственности ОШ ВС США на Южноамериканском ТВД и ОШ ВС США на Европейском ТВД.Значительный по составу парк катеров 22-й катерной флотилии СпН ВМС позволяет формировать не менее шести отрядов речных катеров СпН (SOCR - Special Operations Craft Riverine) и несколько отрядов легких (LPB) ПКА.